# فاکوندو فاریاس
فاکوندو فاریاس (انگلیسی: Facundo Farías؛ زادهٔ ۲۸ اوت ۲۰۰۲) بازیکن فوتبال اهل آرژانتین است که در حال حاضر برای باشگاه فوتبال اینتر میامی بازی می‌کند. 
از باشگاه‌هایی که در آن بازی کرده است می‌توان به باشگاه فوتبال اینتر میامی اشاره کرد.
وی همچنین در تیم ملی فوتبال آرژانتین بازی کرده است.